# Velika loža Danske
Velika loža Danske je prostozidarska velika loža na Danskem, ki je bila ustanovljena leta 1743.
Združuje 86 lož, ki imajo skupaj 9.000 članov.